# Ski alpin aux Jeux olympiques de 1956
Pour des articles plus généraux, voir Ski alpin aux Jeux olympiques et Jeux olympiques d'hiver de 1956.
Navigation
Oslo 1952 Squaw Valley 1960
Les épreuves de ski alpin des Jeux olympiques d'hiver de 1956 à Cortina d'Ampezzo comptaient également comme championnats du monde et ont été disputées du 27 janvier au 3 février 1956.
La légende de l'Autrichien Toni Sailer est indissociable des Jeux olympiques de 1956.
Sailer remporte les 3 médailles d'or (seul le Français Jean-Claude Killy rééditera cet exploit en 1968) et marque les esprits en creusant des écarts énormes :
- 6 s 2 en géant ;
- 4 s en slalom ;
- 3 s 5 en descente.

Les Suissesses réalisent le doublé descente-slalom avec Madeleine Berthod (le jour de ses 25 ans) et Renée Colliard, une étudiante en pharmacie à l'université de Genève. La Suisse doit cependant se contenter d'un total de seulement 4 médailles.
Minée par une polémique entre James Couttet, désormais entraîneur, et Jean Vuarnet, la délégation française ne rapporte aucune médaille, comme en 1952.
Premier podium en ski alpin pour le Japon, avec Chiharu Igaya, et l'URSS, avec Evgenia Sidorova.

## Podiums

### Hommes
| Épreuve  | Or          | Argent           | Bronze           |
| -------- | ----------- | ---------------- | ---------------- |
| Descente | Toni Sailer | Raymond Fellay   | Andreas Molterer |
| Géant    | Toni Sailer | Andreas Molterer | Walter Schuster  |
| Slalom   | Toni Sailer | Chiharu Igaya    | Stig Sollander   |

### Femmes
| Épreuve  | Or                | Argent         | Bronze               |
| -------- | ----------------- | -------------- | -------------------- |
| Descente | Madeleine Berthod | Frieda Dänzer  | Lucille Wheeler      |
| Géant    | Ossi Reichert     | Josefin Frandl | Dorothée Hochleitner |
| Slalom   | Renée Colliard    | Regina Schöpf  | Evgenia Sidorova     |

### Combiné
Les épreuves du combiné ne comptaient pas comme épreuve olympique : elles attribuaient uniquement le titre de champion du monde.
| Épreuve        | Or                | Argent        | Bronze           |
| -------------- | ----------------- | ------------- | ---------------- |
| Combiné Hommes | Toni Sailer       | Charles Bozon | Stig Sollander   |
| Combiné Femmes | Madeleine Berthod | Frieda Dänzer | Giuliana Minuzzo |

## Tableau des médailles
| Rang | Nations           | Or | Argent | Bronze | Total |
| 1    | Autriche          | 3  | 3      | 3      | 9     |
| 2    | Suisse            | 2  | 2      | 0      | 4     |
| 3    | RFA               | 1  | 0      | 0      | 1     |
| 4    | Japon             | 0  | 1      | 0      | 1     |
| 5    | Suède Canada URSS | 0  | 0      | 1      | 1     |